# Buro Happold
Buro Happold is een van oorsprong Engels ingenieursbedrijf, gespecialiseerd in het ontwerpen van alle onderdelen van de bebouwde omgeving, van masterplannen tot gebouwen tot bruggen.
Buro Happold werd opgericht in 1976 in Bath, in het zuidwesten van Engeland, door Edmund Happold, toen hij de positie van hoogleraar Architectuur en Bouwkunde aan de universiteit Bath aanvaardde en zijn baan als ingenieur bij Arup opzegde.
Oorspronkelijk werkte Buro Happold bijna alleen in het VK en het Midden-Oosten, maar nu onderneemt het werk op elk continent en heeft 25 kantoren wereldwijd.
Edmund Happold werkte eerst bij Arup, waar hij aan het ontwerp van gebouwen als het Sydney Opera House en Centre Pompidou in Parijs werkte. Hij was deskundig op het gebied van lichte en rekbare constructies. Hierdoor onderneemt Buro Happold nog steeds veel werk in rekbare constructies, zoals de Millennium Dome (The O2) in Londen. Edmund Happold, vaker Ted genoemd, overleed in 1996.

## Projecten
Enkele vroege projecten waren het ontwerpen van gigantische 'paraplu's' voor concerten van Pink Floyd, het vogelhuis in München en de "Multihalle" in Mannheim, de laatste twee met Frei Otto, die vaak met Buro Happold werkte.
Latere projecten in Groot-Brittannië waren het Emirates Stadium, het nieuwe stadion voor voetbalclub Arsenal, de renbaan in Ascot, de School van Afrikaanse en Oosterse studies, "The Downland Gridshell", het Savill-gebouw in "Windsor Great Park", het British Museum ("Queen Elizabeth II Great Court Roof"), het Lowry Museum, de Sacklerbrug in "Kew Gardens", "Sheffield Winter Gardens" en het Globe Theatre en de bouw van de Millennium Dome en ombouw tot The O2 in Londen.
Grote internationale projecten waren het Al Faisaliah Center in Riyad (een wolkenkrabber), het Denkmal für die ermordeten Juden Europas in Berlijn, het Aviva Stadium in Dublin, de renovatie van het Résidence Palace in Brussel en het Louvre Abu Dhabi.

## Prijzen
Twee projecten van Buro Happold wonnen de RIBA Stirling Prijs: het "Media Center" van Lord's Cricket Ground in 1999 en het "Maga Science Center" in 2001. Het nieuwe kinderziekenhuis "Evelina" was in 2006 de publieke keuze voor de prijs.
In 1998 won Buro Happold ook de Aga Khan Prijs voor architectuur voor het Tuwaiqpaleis in Riyad.